# 莫诺什托尔帕伊
莫诺什托尔帕伊，是匈牙利豪伊杜-比豪尔州所辖的一个村。总面积44.44平方公里，总人口2162，人口密度48.6人/平方公里（2011年1月1日）。